# Орден Драконового короля
Орден Драконового короля (англ. Order of the Druk Gyalpo) — высшая награда Королевства Бутан. Учреждён в ноябре 2008 года королём Бутана Джигме Кхесаром Намгьял Вангчуком

## Статут
Орденом Драконового короля награждаются гражданские лица в знак признания целой жизни служения народу и Королевству Бутан. 
Орден состоит из двух классов, изготовленных из серебра.
Звезда представляет собой богато украшенную позолоченную пластину с золотым символом короля в центре, покрытым эмалью. Знак имеет такой же дизайн. 
Лента оранжевого цвета с белой и темными оранжевыми полосами по краям.